# Martijn Reuser
Martijn Franciscus Reuser (Amsterdam, 1 februari 1975) is een Nederlands voormalig voetballer en huidig voetbaltrainer. Sinds 2019 is Reuser zowel assistent-bondscoach van Nederland onder 16 als bondscoach van Nederland onder 18.

## Spelersloopbaan
Reuser verhuisde op zijn zesde naar Purmerend. Hij begon met voetballen bij Rood Wit Amsterdam en bleef dat ook na zijn verhuizing doen. Van deze club was zijn opa medeoprichter. Hij werd er gescout door Ajax, dat hem op zijn veertiende opnam in de jeugdopleiding. Reuser begon bij Ajax als A-junior en bereikte het eerste elftal. Zijn debuut kwam op 20 oktober 1993, toen Beşiktaş de tegenstander was in de Europacup II.
Reuser was een scorende middenvelder die bij Ajax nooit helemaal doorbrak. Dit kwam mede door een dubbele beenbreuk die hij opliep toen hij tegen Wilfried Brookhuis, doelman van N.E.C., aanliep. Dit leidde mede tot het einde van zijn loopbaan bij Ajax. Hij stond uiteindelijk zes seizoenen onder contract bij de Amsterdammers. In deze periode won hij onder meer de UEFA Champions League, de UEFA Super Cup en de wereldbeker. Hij kwam na zijn Amsterdamse avontuur nog uit voor Vitesse op huurbasis, Ipswich Town, Willem II, RKC Waalwijk en NAC.
Reuser kwam (in zijn tijd bij Vitesse) eenmaal uit voor het Nederlands elftal, in een vriendschappelijk duel tegen Ghana.
Aan het einde van het seizoen 2007/08 mocht Reuser transfervrij vertrekken uit Waalwijk, waarna hij in de zomer van 2008 gecontracteerd werd door NAC Breda. In oktober 2008 gaf hij een interview aan de NOS over de mentale problemen waar hij mee kampte voor zijn overstap naar NAC Breda. Die hadden directe gevolgen voor zijn spel. Op aanraden van vrienden zocht hij een psycholoog op. "Na een paar sessies was ik alweer de persoon die ik al een heel lange tijd niet was geweest", keek Reuser terug. "Mijn hele voorkomen veranderde en mensen gingen weer leuker en positiever tegen me doen, wat er natuurlijk voor zorgde dat ik me veel beter ging voelen. De koelkast was van mijn rug."
Het werd begin 2010 duidelijk dat NAC Breda moest gaan bezuinigen. Dat betekende voor Reuser dat zijn contract na twee seizoenen niet verlengd werd. Hij beëindigde op 35-jarige leeftijd zijn actieve voetballoopbaan.

## Trainersloopbaan
Nadat hij was gestopt met voetballen trad Reuser in dienst als assistent-trainer van NAC onder 19. In 2014 trad Reuser bij de KNVB in dienst als assistent-bondscoach van Nederland onder 15. Anno 2021 is Reuser zowel assistent-bondscoach van Nederland onder 16 als bondscoach van Nederland onder 18.

## Carrière
| Seizoen   | Land               | Club         | Wedstrijden | Doelpunten |
| 1993-1997 | Vlag van Nederland | Ajax         | 42          | 6          |
| 1997-1999 | Vlag van Nederland | Vitesse      | 56          | 14         |
| 1999-2000 | Vlag van Nederland | Ajax         | 3           | 0          |
| 2000-2004 | Vlag van Engeland  | Ipswich Town | 92          | 14         |
| 2004-2006 | Vlag van Nederland | Willem II    | 47          | 14         |
| 2006-2008 | Vlag van Nederland | RKC Waalwijk | 40          | 11         |
| 2008-2010 | Vlag van Nederland | NAC Breda    | 37          | 1          |
| Totaal    |                    |              | 317         | 60         |

## Erelijst
Ajax
- Wereldbeker voor clubteams: 1995
- UEFA Champions League: 1994/95
- UEFA Super Cup: 1995
- Eredivisie: 1993/94, 1994/95, 1995/96, 1997/98
- Nederlandse Supercup: 1994, 1995